# Ицилии
Ицилиите (gens Icilia) са плебейска фамилия от Древен Рим.
Известни от фамилията:
- Гай Ицилий Руга, народен трибун 493 пр.н.е.
- Спурий Ицилий, народен трибун 492, 481 и 470 пр.н.е.
- Луций Ицилий, народен трибун 456, 455 и 448 пр.н.е. Защитава годеницата си Вергиния от нападките на Апий Клавдий Крас
- Луций Ицилий (трибун 412 пр.н.е.), народен трибун 412 пр.н.е.
- тримата братя:
  - Луций Ицилий (трибун 409 пр.н.е.), народен трибун 409 пр.н.е.
  - Ицилий (народен трибун), народен трибун 409 пр.н.е.
  - Ицилий (трибун 409 пр.н.е.), народен трибун 409 пр.н.е.

- Lex Icilia от Луций Ицилий 454 пр.н.е.